# Juryj Chadyka
Juryj Wiktarawicz Chadyka (biał. Юрый Віктаравіч Хадыка; ur. 23 czerwca 1938 w Mińsku, zm. 11 września 2016 w Denver)  – białoruski polityk, wiceprzewodniczący Białoruskiego Frontu Ludowego. 9 kwietnia 2002 roku został skazany na 10 dni aresztu za organizację demonstracji w rocznicę odzyskania niepodległości. Na znak protestu podczas pobytu w więzieniu prowadził głodówkę. Podczas wyborów parlamentarnych w 2004 roku był jednym z organizatorów protestów w Mińsku przeciwko prezydentowi Łukaszence.
Wiosną 1996 roku Chadyka wraz z Wiaczasłauem Siuczykiem został aresztowany za udział w demonstracji „Czarnobylska Droga”. Uważa się, że byli oni drugimi w historii ofiarami prześladowań politycznych ze strony prezydenta Alaksandra Łukaszenki (pierwszym był poeta Sławamir Adamowicz). Byli oni także jednymi z pierwszych w epoce Łukaszenki, którzy podjęli motywowaną politycznie głodówkę protestacyjną. Na prośbę matki Siuczyka opozycyjna deputowana Rady Najwyższej Ludmiła Hraznowa przeprowadziła wśród parlamentarzystów zbiórkę podpisów pod apelem o ich uwolnienie. Przedsięwzięcie miało sens, ponieważ białoruski parlament nie był jeszcze wówczas całkowicie uzależniony od prezydenta. Zebrano wówczas ponad 50 podpisów, głównie opozycyjnych deputowanych. Sprawa Chadyki została zamknięta wiosną 1997 roku.